# Рассуждение о неудобстве уничтожения христианства в Англии
Рассуждение о том, что уничтожение христианства в Англии может быть сопряжено с некоторыми неудобствами, и, возможно, не произведёт хорошего эффекта (англ. An Argument to Prove that the Abolishing of Christianity in England May, as Things Now Stand Today, be Attended with Some Inconveniences, and Perhaps not Produce Those Many Good Effects Proposed Thereby), известное также как Рассуждение о неудобстве уничтожения христианства в Англии (англ. An Argument Against Abolishing Christianity) — памфлет Джонатана Свифта, направленный в защиту христианства и, в частности, англиканства от нападок различных противников, в том числе вольнодумцев, деистов, антитринитариев, атеистов, социниан и других так называемых «несогласных», или «диссентеров» (англ. Dissenters). Памфлет был написан в 1708 году и опубликован в 1711, широко распространившись в Англии. Памфлет известен своей сложной «многослойной» иронией, и по праву считается одним из первых образцов политической сатиры.

## Исторический контекст
«Рассуждение…» посвящено отмене «Акта о присяге», который был принят английским парламентом в 1673 году. В соответствии с этим Актом лица, занимающие государственные и общественные должности в Англии, были обязаны давать присягу о том, что они не признают пресуществление (действительное претворение хлеба и вина в тело и кровь Христовы во время католической литургии — мессы), мессу и отказываются от почитания святых. Таким образом, Акт фактически лишал католиков возможности занимать какие-либо должности и посты в Англии. Отмену этого закона Свифт сравнивает с отменой христианства. При этом слово «христианство» автор употребляет в качестве синонима «англиканства». Более широкий замысел подразумевает сатиру на нравственное состояние общества, а также даёт возможность для прямого антирелигиозного толкования.
На взгляд Свифта, у вигов были неправильные представления о границах веротерпимости. Виги разработали и провели в парламенте идею о более лояльном отношении к диссентерам. Было признано право диссентеров занимать государственные должности в Ирландии. Свифт же остался верным старой позиции вигов и противился любым попыткам допустить диссентеров к управлению страной.

## Содержание
Свифт в своём памфлете приводит ряд аргументов против отмены христианства. На аргумент, что отмена христианства расширила бы свободу совести, Свифт возражает, утверждая, что в этом случае записные критики церкви могли бы избрать в качестве мишени правительство, что сулило бы политические волнения. Далее Свифт отвечает, что если бы средства, используемые сейчас для поддержки духовенства, были использованы для финансирования свободомыслящих молодых людей, то эти средства были бы в короткое время промотаны на различные порочные цели.
Наконец, Свифт указывает на возможные негативные последствия от отмены христианства. Во-первых, Свифт отмечает, что реформаторы не ценят своего преимущества — иметь церковь и духовенство в качестве мишени, на которой можно постоянно упражняться в критике и остроумии с небольшим риском получить достойный ответ, и риторически вопрошает, какой социальный институт может адекватно заменить религию в этой роли. Затем Свифт предупреждает, что упразднение, в частности, англиканской церкви может привести к росту пресвитерианства, или, что ещё хуже в его сознании, католицизма. Свифт полагает, что, если христианство будет отменено, это повлечёт за собой также отмену всех других религий и освобождение людей от каких-либо моральных преград, что повлечет за собой разгул всевозможных пороков. Свифт иронически предлагает не упразднять христианство по крайней мере до окончания войн, которые Англия вела в то время, поскольку страны-союзники являются христианскими или по крайней мере (как Турция) религиозными.
В заключение Свифт иронически предупреждает, что отмена христианства приведёт к падению британского фондового рынка, что нанесёт Великобритании убыток больший, чем затраты на сохранение христианства в какой бы то ни было стране, и задается вопросом — стоит ли терять столько средств ради того, чтобы уничтожить веру?